# Irherm
Irherm (en àrab اغرم, Iḡarm; en amazic ⵉⵖⵔⵎ, Iɣrm) és un municipi de la província de Taroudant, a la regió de Souss-Massa, al Marroc. Segons el cens de 2014 tenia una població total de 4.108 persones.